# Шилкінський Завод
Ши́лкінський Завод (рос. Шилкинский Завод) — село у складі Стрітенського району Забайкальського краю, Росія. Адміністративний центр Шилко-Заводського сільського поселення.

## Населення
Населення — 242 особи (2010; 281 у 2002).
Національний склад (станом на 2002 рік):
- росіяни — 100 %